# São Saturnino (título cardinalício)
São Saturnino (em latim, S. Saturnini) é um título cardinalício instituído em 21 de outubro de 2003 pelo Papa João Paulo II. A igreja titular deste título é San Saturnino Martire, no quartiere Trieste de Roma.

## Titulares protetores
- Rodolfo Quezada Toruño (2003-2012)
- John Olorunfemi Onaiyekan (2012 -)